# Justin Daerr
Justin Daerr (* 9. Februar 1981 in Houston) ist ein US-amerikanischer Triathlet und Ironman-Sieger (2014).

## Werdegang
Der Texaner Justin Daerr startete 2000 bei seinem ersten Triathlon und 2001 erstmals auf der Langdistanz beim Ironman California (3,86 km Schwimmen, 180,2 km Radfahren und 42,195 km Laufen).
Sein Trainingspartner ist Chris McDonald.
Im August 2014 gewann er bei der Erstaustragung den Ironman Boulder.

## Sportliche Erfolge
| Datum/Jahr    | Platz | Wettbewerb             | Austragungsort     | Zeit     | Bemerkung                                                           |
| ------------- | ----- | ---------------------- | ------------------ | -------- | ------------------------------------------------------------------- |
| 9. Juni 2019  | 6     | Ironman Boulder        | Boulder (Colorado) | 08:26:22 |                                                                     |
| 18. Nov. 2018 | 4     | Ironman Mexico         | Cozumel            | 08:17:49 |                                                                     |
| 26. Nov. 2017 | 8     | Ironman Mexico         | Cozumel            | 08:19:28 |                                                                     |
| 24. Juli 2016 | 4     | Ironman Canada         | Whistler           | 08:38:12 |                                                                     |
| 14. Mai 2016  | 6     | Ironman Texas          | The Woodlands      | 07:31:39 | Austragung des Rennens auf verkürztem Radkurs (94 statt 112 Meilen) |
| 29. Nov. 2015 | DNF   | Ironman Mexico         | Cozumel            | –        |                                                                     |
| 16. Aug. 2015 | 2     | Ironman Mont-Tremblant | Québec             | 08:36:12 |                                                                     |
| 3. Aug. 2014  | 1     | Ironman Boulder        | Boulder (Colorado) | 08:20:26 | Sieger bei der Erstaustragung                                       |
| 17. Mai 2014  | 3     | Ironman Texas          | The Woodlands      | 08:17:29 |                                                                     |
| 2. Nov. 2013  | 9     | Ironman Florida        | Panama City        | 08:13:35 | persönliche Bestzeit auf der Ironman-Distanz                        |
| 18. Mai 2013  | 4     | Ironman Texas          | The Woodlands      | 08:30:35 |                                                                     |
| 19. Mai 2012  | 2     | Ironman Texas          | The Woodlands      | 08:22:15 | Zweiter hinter seinem Landsmann Jordan Rapp                         |
| 5. Nov. 2011  | 3     | Ironman Florida        | Panama City        | 08:18:02 |                                                                     |
| 28. Aug. 2011 | 3     | Ironman Louisville     | Louisville         | 08:34:35 |                                                                     |
| 25. Juli 2010 | 4     | Ironman USA            | Lake Placid        | 09:05:09 |                                                                     |
| 16. Jan. 2010 | 2     | Challenge Wanaka       | Wanaka             | 08:38:19 |                                                                     |
| 3. Nov. 2007  | 10    | Ironman Florida        | Panama City        | 08:40:25 |                                                                     |
| 4. Nov. 2006  | 16    | Ironman Florida        | Panama City        | 09:05:48 |                                                                     |
| 5. Nov. 2005  | 8     | Ironman Florida        | Panama City        | 08:57:28 | als schnellster Amateur                                             |
| 8. Nov. 2003  | 33    | Ironman Florida        | Panama City        | 09:20:31 | Erster in der Klasse M 18-24                                        |
| 2001          |       | Ironman California     | Vereinigte Staaten |          | erster Ironman-Start                                                |

(DNF – Did Not Finish)